# Július Bielik
Július Bielik, född 8 mars 1962, är en slovakisk tidigare fotbollsspelare.
Július Bielik spelade 18 landskamper för det tjeckoslovakiska landslaget. Han deltog bland annat i fotbolls-VM 1990.